# Роктон (Іллінойс)
Роктон (англ. Rockton) — селище (англ. village) в США, в окрузі Віннебаґо штату Іллінойс. Населення — 7863 особи (2020).

## Географія
Роктон розташований за координатами 42°27′5″ пн. ш. 89°3′50″ зх. д. / 42.45139° пн. ш. 89.06389° зх. д. (42.451358, -89.063943).  За даними Бюро перепису населення США в 2010 році селище мало площу 14,78 км², з яких 14,24 км² — суходіл та 0,54 км² — водойми.

## Демографія
Згідно з переписом 2010 року, у селищі мешкало 7685 осіб у 2850 домогосподарствах у складі 2145 родин. Густота населення становила 520 осіб/км².  Було 2971 помешкання (201/км²).
Расовий склад населення:
| - 95,1 % — білих - 1,4 % — чорних або афроамериканців - 1,1 % — азіатів - 0,1 % — корінних американців |

До двох чи більше рас належало 1,8 %. Частка іспаномовних становила 3,6 % від усіх жителів.
За віковим діапазоном населення розподілялося таким чином: 29,8 % — особи молодші 18 років, 57,8 % — особи у віці 18—64 років, 12,4 % — особи у віці 65 років та старші. Медіана віку мешканця становила 38,0 року. На 100 осіб жіночої статі у селищі припадало 90,7 чоловіків;  на 100 жінок у віці від 18 років та старших — 88,3 чоловіків також старших 18 років.
Середній дохід на одне домашнє господарство  становив 81 842 долари США (медіана — 72 925), а середній дохід на одну сім'ю — 96 709 доларів (медіана — 89 291). Медіана доходів становила 65 018 доларів для чоловіків та 41 242 долари для жінок. За межею бідності перебувало 5,3 % осіб, у тому числі 3,1 % дітей у віці до 18 років та 0,8 % осіб у віці 65 років та старших.
Цивільне працевлаштоване населення становило 3811 осіб. Основні галузі зайнятості: виробництво — 24,2 %, освіта, охорона здоров'я та соціальна допомога — 23,4 %, роздрібна торгівля — 13,5 %, мистецтво, розваги та відпочинок — 6,6 %.